# Holotrichia banahaoensis
Holotrichia banahaoensis är en skalbaggsart som beskrevs av Moser 1924. Holotrichia banahaoensis ingår i släktet Holotrichia och familjen Melolonthidae. Inga underarter finns listade i Catalogue of Life.